# 桂林全州戰鬥
桂林全州戰鬥發生於1925年2月13日－18日，地點是在中國桂北。是北洋政府時期內戰之一，交戰兩方為李宗仁、黃紹雄混部及沈鴻英部。最後，李宗仁、黃紹雄混部獲勝，沈鴻英部敗下湘粵邊區。